# Ergothérapie en basse-vision
L’ergothérapie en basse-vision est une thérapie de réadaptation visuelle favorisant l’autonomie et l’indépendance des personnes malvoyantes ou aveugles dans les activités de la vie quotidienne. Selon les contextes, l’ergothérapeute intervient sur prescription médicale ou non.
Les personnes malvoyantes ou aveugles peuvent rencontrer des difficultés dans leurs activités de vie quotidienne tel que dans les tâches ménagères et de soins personnels, dans les transports et l’orientation, dans leurs achats, dans leurs loisirs, dans les relations sociales (reconnaître les gens et le langage non-verbal), dans leur travail ainsi que dans l’exercice de leurs droits civiques. Lorsque la perte de vue survient en cours de vie, un processus de deuil pour accepter la vision résiduelle est nécessaire.
L’ergothérapie ne permet pas de restaurer l’acuité visuelle de la personne, mais a pour but de compenser le déficit afin de favoriser la participation de la personne aux activités qu'elle apprécie. Selon le modèle Personne-Environnement-Occupation (PEO), il existe trois catégories d'approches de traitements utilisés en thérapie. Il est possible de travailler sur les facteurs personnels du client (par exemple, par l'enseignement de stratégies pour utiliser la vision résiduelle), de modifier l’activité (utiliser des livres audio plutôt que papier), ou d'adapter l'environnement (modifier l'éclairage, ou utiliser un moyen auxiliaire telle qu'une loupe). L’intervention en ergothérapie a pour objectif d’améliorer la qualité de vie pour la personne et de l’aider à retrouver de l’autonomie dans les activités significatives (qui sont importantes pour elle).
Le nombre de personnes atteintes de basse-vision étant en augmentation, notamment en lien avec le vieillissement de la population, la demande en interventions d'ergothérapeutes est croissante. 
L’intervention en basse-vision est souvent pluridisciplinaire. En outre, selon l’institution ou la région, d’autres professionnels spécialisés en basse-vision peuvent faire le même type d’intervention que l’ergothérapeute.

## Besoins et difficultés des personnes malvoyantes
Selon l’étude de Owsley & al., les principales difficultés de la clientèle des services de réhabilitation en basse-vision aux  États-unis concernent :
- les activités de lecture (85,9 %) ;
- l’écriture et la conduite (plus de 50 %) ;
- l’ajustement psychologique et émotionnel lié à la perte visuelle (44,9 %).

Selon le type de malvoyance, les difficultés ne sont pas les mêmes. Les difficultés dans les activités de précision (lecture, couture, dessin, bricolage, etc) sont difficiles lors de vision floue, de scotome et d’absence de vision des couleurs. Les personnes atteintes d’une perte du champ visuel (hémi-champ ou vision tubulaire) ont parfois une netteté préservée mais l’absence du contexte des détails qu’elles perçoivent. Toutes les formes de malvoyance ont un impact sur des activités complexes telles que la conduite qui requiert autant une vision centrale intacte qu’un champ visuel suffisant. Toutes les formes de malvoyance induisent une difficulté dans les déplacements, surtout dans les lieux inconnus.
La prise en charge des patients malvoyants et aveugles diffère. Dans le premier cas, l’utilisation de la vision restante est favorisée et soutenue par des moyens optiques tandis que le reste est compensé par des techniques spécifiques et/ou moyens auxiliaires appropriés. Dans le cas d’une cécité, tout doit être compensé par les autres sens. Si la cécité est acquise, la personne a les souvenirs lui permettant de comprendre/comparer ce qu’elle touche/sent, tandis qu’un enfant né aveugle, doit tout découvrir avec ses autres sens. Souvent, le développement doit être soutenu par une plus grande stimulation que chez un enfant voyant, la découverte n’étant pas attrayante pour un enfant ne sachant pas ce qui l’entoure. De plus, des défenses tactiles sont fréquentes chez les enfants non voyants étant donné qu’ils ne peuvent pas appréhender la texture ou la température, le poids et la taille de ce qu’ils vont toucher.
La perte visuelle apporte de nombreux ajustements auxquels la personne doit faire face. Lorsque cette adaptation à la nouvelle condition est difficile, il est fréquent que la personne souffre de dépression. Elle peut avoir plus de difficultés à maintenir ou créer de nouveaux liens sociaux et devenir plus craintive dans des lieux inconnus, mal éclairés. Ces nouvelles difficultés la rendent plus vulnérable et fragile.
Il est fréquent que les personnes malvoyantes se coupent de certain rapports sociaux, du fait par exemple qu’elles ne perçoivent plus les visages, qu’elles ne reconnaissent pas les gens dans la rue ou encore qu’elles se sentent en danger lors de leurs déplacements en extérieur. Il arrive également que le stigmate de prendre certain moyens auxiliaires (cannes blanches) soit un obstacle supplémentaire à franchir pour permettre le maintien de certaines activités et ainsi que les activités soient abandonnées ou diminuées.

### Adaptation à la perte visuelle
Auprès des adultes ou personnes âgées, lorsque l’ergothérapeute intervient à la suite de la perte visuelle du client, il arrive fréquemment que le client soit opposé à la démarche de réhabilitation. En effet, le client cherche souvent à restaurer la même qualité de vision qu’il possédait auparavant, demande que l’ergothérapeute ne peut pas satisfaire. Dans ce cas, le client peine à s’engager dans le traitement avec la perspective de compenser le déficit par des stratégies et des moyens auxiliaires.
Plusieurs facteurs peuvent être un obstacle à l’adaptation du client par rapport à sa perte visuelle. La dépression entraîne une difficulté d’initiation, des pertes de mémoires et une limitation d’activité. Si le client se trouve dans un des quatre premiers stades d’acceptation de son déficit (1. trauma 2. choc et déni 3. deuil et retrait 4. succomber et dépression) selon le modèle des stades de coping de Tuttle and Tuttle (1996) cela consistera également un obstacle.
Scheiman identifie sept autres facteurs du client que le thérapeute doit prendre compte :
1. le type de perte visuelle :
2. la culture et la réaction de la famille
3. l’étape de vie du client
4. les événements récents importants
5. les attentes du client
6. la construction de soi du client et son locus de contrôle
7. la personnalité

Holzschuchajoute que la manière dont le diagnostic est annoncé a également une influence importante sur le processus d’acceptation de la déficience et sur l’engagement dans la prise en charge de réadaptation. Les connaissances de la personne et ses représentations sur la maladie qu’elle a peuvent également avoir une influence.

## Interventions de l’ergothérapeute en basse-vision
La réhabilitation est le principal traitement pour les personnes atteintes de basse vision. La réhabilitation consiste à aider les patients à utiliser leur vision résiduelle de manière efficace, afin d’améliorer la performance dans les tâches visuelles de la vie quotidienne - ce qui améliore la qualité de vie. Lorsque nécessaire, la réhabilitation peut aussi utiliser des stratégies cognitives ou d’autres sens (ouïe, toucher, odorat) afin de suppléer à la perte visuelle.
L’intervention d’un ergothérapeute auprès des personnes malvoyantes permet de maintenir leur indépendance dans les activités de la vie quotidienne, dont leurs déplacements, et ainsi d’éviter un isolement social, de diminuer les symptômes dépressifs et de leur redonner de l’assurance.
Dans de nombreux services de réadaptation en basse vision il existe 3 domaines: 
- la basse vision qui consiste à évaluer les besoins et compenser la baisse d’acuité visuelle par des solutions grossissantes pour la lecture, des solutions d’éclairage, etc ;
- les AVJ (activités de la vie journalière) par divers moyens auxiliaires et modifications de l’environnement permettant à la personne déficiente visuelle de maintenir ses activités de la vie quotidienne et enfin
- la locomotion par la canne blanche (d’appui, de signalement ou longue) et l’apprentissage de son emploi, par l’apprentissage de la technique de guide.

Par exemple, une intervention en basse vision traditionnelle pour les personnes atteintes de DMLA peut comprendre (selon les besoins personnels de l’usager): l'évaluation des fonctions visuelles restantes, la localisation des meilleures zones de la rétine et l'entraînement de l'utilisation de cette zone, la prescription et l'enseignement à utiliser des moyens auxiliaires, programmes d'éducation et d'entraînement, assistance dans les AVJ, conduite, ajustement lumineux, conseils et support émotionnel.

### Le processus de l'ergothérapie
Dans un premier temps, l’ergothérapeute procède à une évaluation des besoins par des mesures optiques, par des questionnaires (difficultés/stratégies rencontrées dans les activités de la vie quotidienne), par l’observation de situations construites (en cabinet, activité faite dans un cadre construit) tentant de reproduire l’activité ou en situation réelle (au domicile de la personne, ou dans le contexte réel où la personne réalise son activité). Puis, en fonction des difficultés et problèmes mis en évidence par l’évaluation initiale, les objectifs sont négociés avec le client, un plan de traitement est établi puis appliqué. C’est durant l’intervention elle-même que des moyens auxiliaires sont essayés et entrainés, ou que des techniques permettant de maintenir ou améliorer l’exécution d’une activité sont enseignées. Finalement, une seconde évaluation est faite pour évaluer si les objectifs qui avaient été fixés ont été atteints. Ces étapes peuvent s’alterner, se répéter ou se juxtaposer, selon les situations.

### Instruments de mesure utilisés
L'ergothérapeute utilise des instruments de mesure adéquats ou évaluations standardisées pour mesurer l'acuité visuelle ou le champ visuel. Il peut mesurer l'éclairage d'une zone ou d'une pièce à l'aide d'un luxmètre. Concernant l'évaluation de la performance du client durant ses activités de la vie quotidienne, peu d'évaluations standardisées spécifiques existent ; des grilles d'évaluations réalisées par l'ergothérapeute ou des évaluations génériques sont utilisées.

### Efficacité des interventions selon la littérature
Les ergothérapeutes ont, selon diverses études, les capacités de permettre aux personnes âgées de vivre de manière productive, saine, remplie de participation sociale et d’activités de loisir. La prise en charge des personnes déficientes visuelles permet de diminuer le risque de dépression par un meilleur engagement dans les activités et ainsi un maintien de l’indépendance dans les activités significatives,.
Selon plusieurs études réalisées, l'entrainement de la lecture en utilisant des moyens auxiliaires ou la vision résiduelle, telles que la vision eccentrique, est « très efficace pour améliorer les capacités et la vitesse de lectures ».

### Interventions spécifiques aux populations
Chaque individu a des besoins spécifiques à sa situation, son environnement et ses activités. Toutefois, selon les âges, les personnes ont besoin de réaliser des panels d'activités différentes, et les moyens utilisés peuvent également varier. Chez tous les âges, un suivi constant n’est souvent pas nécessaire, mais peut se faire par étapes afin que l’intervention se fasse lorsque des activités sont devenues difficiles ou que la personne doit développer de nouvelles compétences.

#### Interventions auprès de personnes âgées malvoyantes
Les personnes âgées ayant un déficit visuel qui survient avec l’âge ont de nombreuses habitudes qui leur permettent de compenser un certain nombre de difficultés. Elles doivent toutefois apprendre à compenser les difficultés empêchant des activités afin de maintenir leur indépendance. 
La basse vision peut être une entrave dans de nombreuses activités ou tâches de la vie. Liu et al. citent notamment : l'écriture d'un chèque, savoir l'heure, rechercher des objets quotidiens, utiliser un téléphone, gérer ses médicaments, et préparer un repas. Les personnes âgées atteintes de basse-vision luttent pour continuer à prendre part à des activités significatives pour eux ; et la vision diminuant encore, ces personnes se voient souvent contraintes d'abandonner lesdits occupations. L'abandon d'activités diminue alors les opportunités d'exercice physique, mais également les liens sociaux ainsi que les rôles occupationnels de la personne.
La déficience visuelle a un large impact sur la sécurité des personnes malvoyantes, le risque de chute augmentant avec l’âge et les difficultés visuelles. Concernant le risque de chute, selon Stephen Lord, ce serait surtout la diminution de la perception des dangers peu contrastés, la capacité à juger des distances, ainsi que les relations spatiales qui augmenteraient le risque de chute, plutôt que la perte d'acuité visuelle. De plus, le port de lunettes multifocales durant les déplacements pourrait augmenter le risque de chute. De ce fait, les interventions doivent notamment s’intéresser à la sécurité de la personne afin de permettre un maintien de l’indépendance et de l’autonomie à domicile.
Selon l'étude de Lamoureux et al., les activités les plus fréquemment perturbées par la perte visuelle sont la lecture, la mobilité en extérieur, faire les courses, et les loisirs.

#### Interventions auprès d'adultes malvoyants
Les adultes actifs ont également des habitudes qui leur sont utiles, notamment pour de nombreux repères lors de déplacement en extérieur ou à domicile. Une part importante du travail de réadaptation en basse vision auprès de cette population peut être la réorientation professionnelle. Ces personnes en âge de travailler ont besoin de maintenir une activité lucrative, ce qui peut se faire par l’adaptation du lieu de travail ou par une reconversion professionnelle. Le maintien des rôles sociaux dans la famille doit également être investi dans le suivi en basse vision.
L'intervention comporte fréquemment un apprentissage des technologies assistives permettant l'utilisation de l'ordinateur, telles que les loupes d'écran, les modificateurs de contraste et de taille de caractères, ainsi que les lecteurs d'écrans (par ex. JAWS).

#### Interventions auprès d'enfants malvoyants
Les enfants et adolescents malvoyants ou aveugles doivent pour leur part se construire avec leur handicap, et ceci sans repères préalables lorsque la déficience visuelle est congénitale. Tous les apprentissages habituellement faits au travers de la vision doivent trouver d’autres canaux chez ces enfants. Il est primordial qu’ils acquièrent les mêmes compétences que les autres enfants, et ceci d’autant plus que le handicap visuel peut facilement amener à un retard de développement. Les principaux axes de travail peuvent être le développement psychomoteur, la découverte tactile, la sociabilisation, etc. Un travail incluant la famille est nécessaire afin que ce qui est travaillé par les professionnels avec l’enfant puisse être repris et utilisé par l’entourage, afin d’améliorer les apprentissages. Les apprentissages nécessaires varient selon l’âge, un enfant en bas âge doit d’abord développer des compétences de découverte de son environnement et le jeu, tandis qu’un enfant en âge scolaire devra apprendre à écrire et lire (en écriture « normale » ou en braille), puis un jeune adolescent pourra apprendre à prendre des transports publics seul, ou à effectuer des activités telles que la cuisine ou des compétences professionnelles.

### Interventions de groupes
Bien que la majorité des séances de traitement se fasse en thérapie individuelle, il peut être bénéfique de réaliser une thérapie par le groupe. Le groupe de clients malvoyants peut être homogène ou hétérogène par rapport au type d'atteinte visuelle et au contexte de vie, selon la dynamique de groupe souhaitée.
Les objectifs du groupe peuvent être par exemple de favoriser le soutien entre les membres du groupe, le partage des difficultés rencontrées et des solutions trouvées, d’entraîner la résolution de problèmes, ou encore d'améliorer l'empowerment des participants. Des objectifs individuels pour chaque participant peuvent également être définis, en fonction de leur situation et de leurs problématiques personnelles.

### Adaptations de bâtiments, lieux publics, etc.

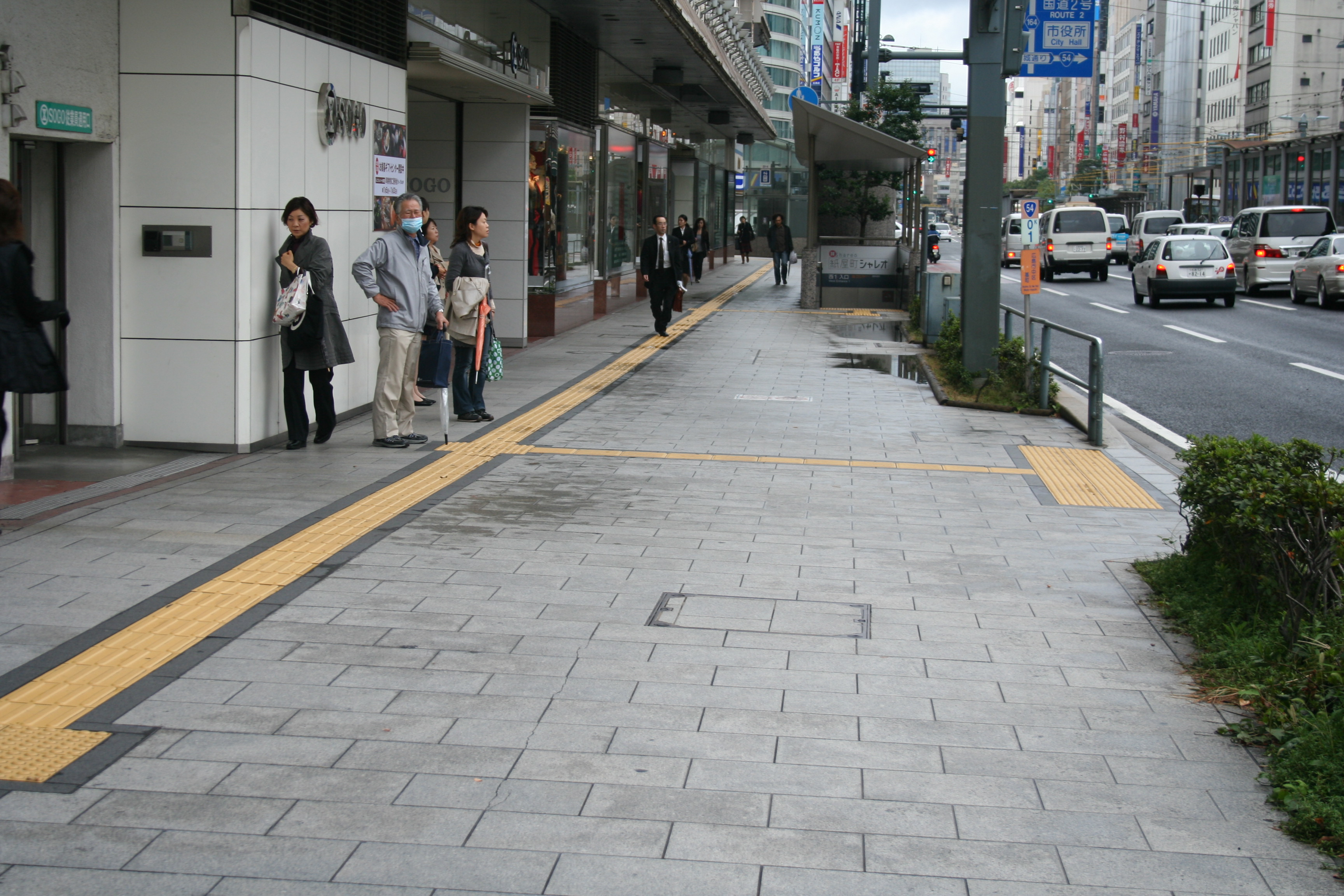
Pavés tactiles jaunes présentant une intersection, à Hiroshima.

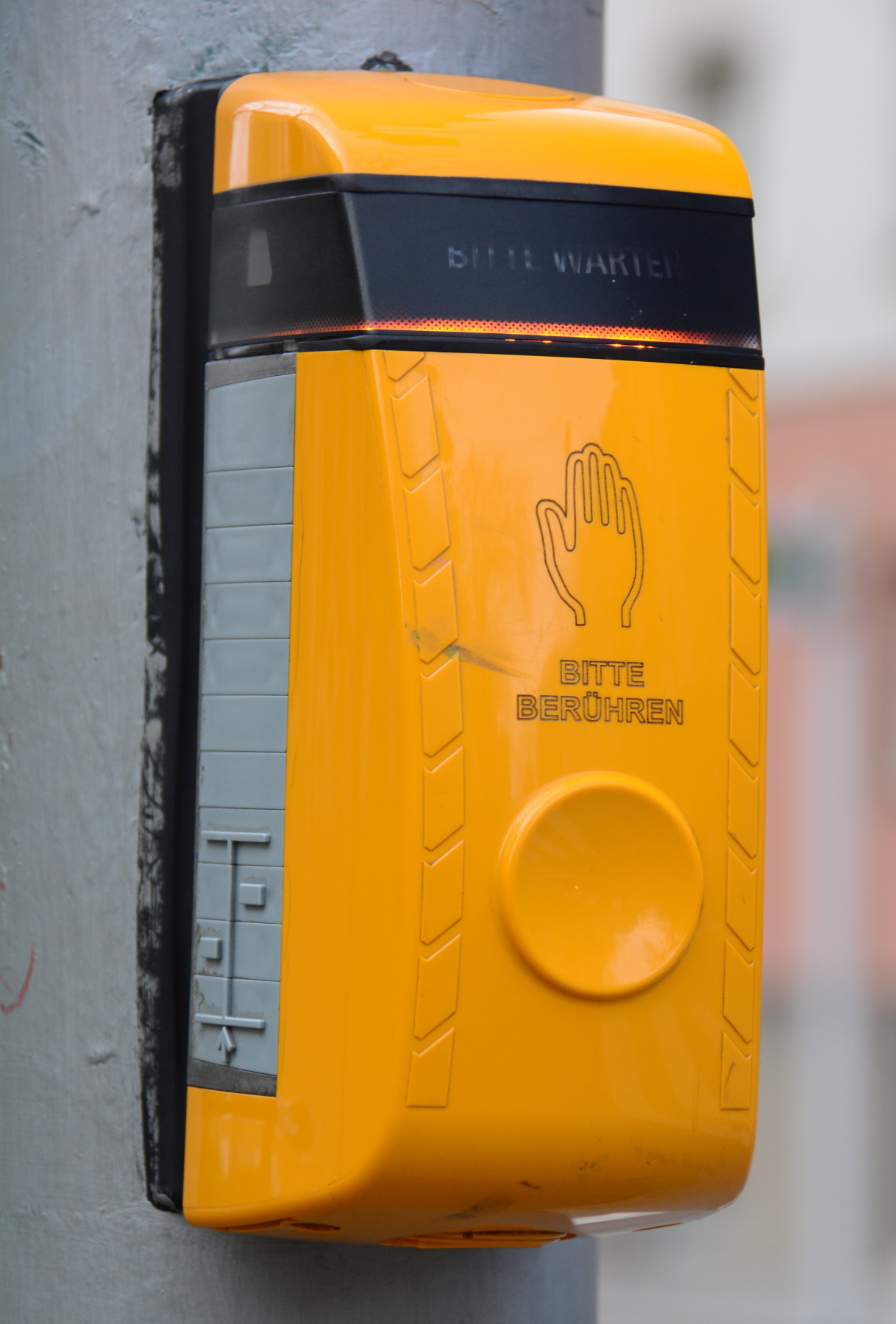
Borne proche d'un passage piéton, qui produit un signal sonore et vibrant lorsque le piéton peut traverser.

L'ergothérapeute spécialisé en basse-vision peut participer à l'élaboration de projets d'adaptation ou de construction adaptée de bâtiments, d'espaces publics, de transports publics, etc.
Afin de faciliter le déplacement des personnes malvoyantes dans l'environnement ainsi que l'utilisation des services proposés, l'ergothérapeute évalue notamment la qualité des contrastes, l'éclairage (en portant une attention particulière aux reflets et aux risques d'éblouissement), la lisibilité des informations, la présence de signalétiques tactiles ou auditives, les risques de sécurité ainsi que l'accessibilité des automates, machines ou des services. L'évaluation de l'ergothérapeute peut être complétée par des tests de mises en situation réelles avec des personnes malvoyantes ou aveugles, afin de préciser les observations. À la suite de cela, l'ergothérapeute produit un rapport détaillant le niveau de qualité des structures existantes, et des recommandations d'adaptations précisant les modifications à réaliser selon le niveau de priorité pour les personnes malvoyantes. 
Dans ce contexte, l'ergothérapeute est amené à collaborer avec des architectes, des entreprises et des municipalités.
Dans plusieurs pays, des directives nationales existent, comportant un délai pour rendre accessible les services et transports publics aux personnes en situation de handicap, ce qui inclut les personnes malvoyantes.

## Spécialisations de l’ergothérapeute en basse-vision
L’ergothérapeute peut suivre une formation de spécialisation en basse-vision et d’instructeur en locomotion.

## Lieux de pratique de l’ergothérapie en basse-vision
L’ergothérapeute en basse-vision peut être employé par un hôpital, par un centre de réhabilitation ambulatoire, une association, une fondation. Il peut également exercer en indépendant.
Selon l’étude de Owsley & al. sur les services de réhabilitation en basse-vision des  États-unis, des spécialistes en orientation et des instructeurs en locomotion sont employés dans 20 % des services. Les ergothérapeutes sont employés dans 15,1 % des services, mais sont fréquemment présents dans les hôpitaux de réhabilitation (70 %) et dans les centres de réhabilitation ambulatoires (70,6 %).

## Exemples de moyens auxiliaires couramment utilisés

Loupes
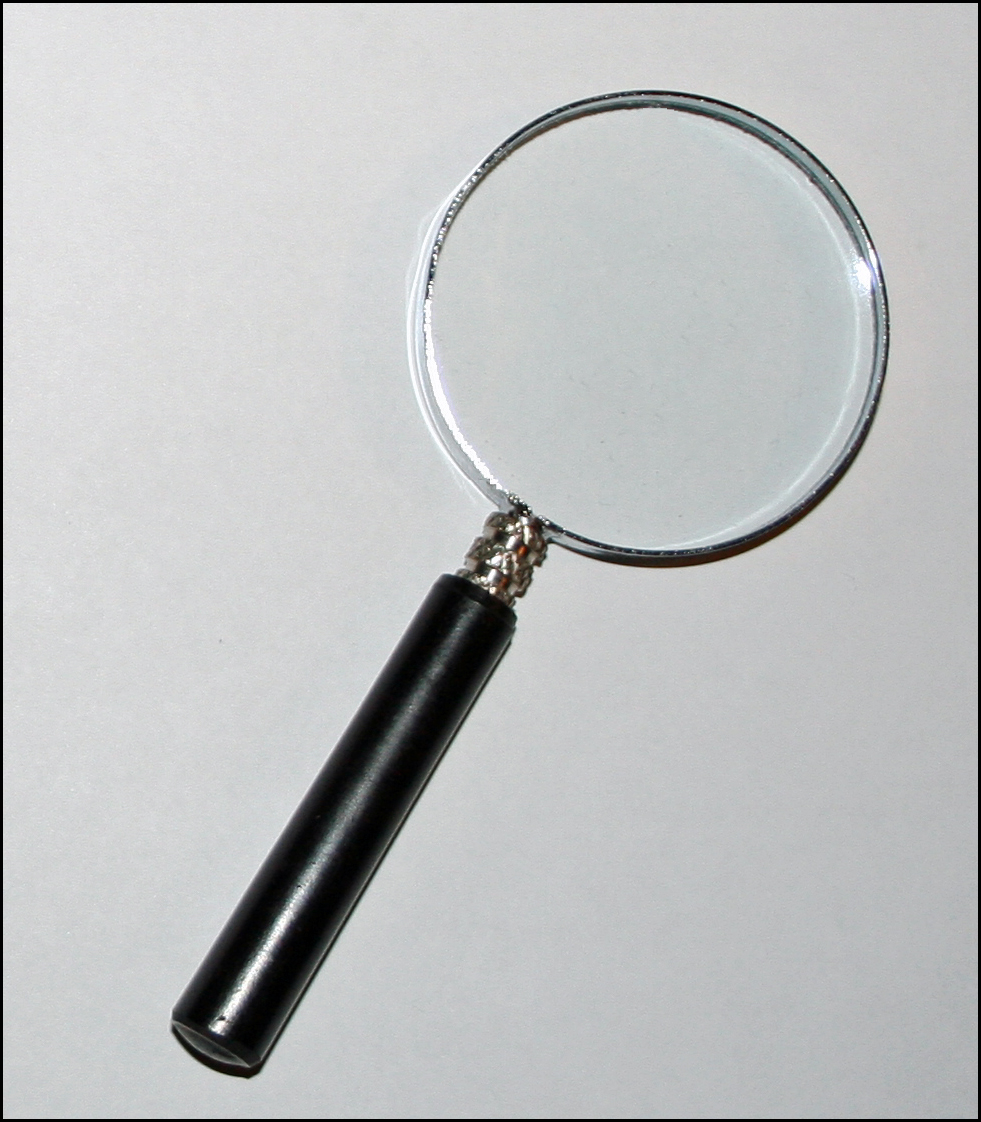
Loupe à main ronde simple.
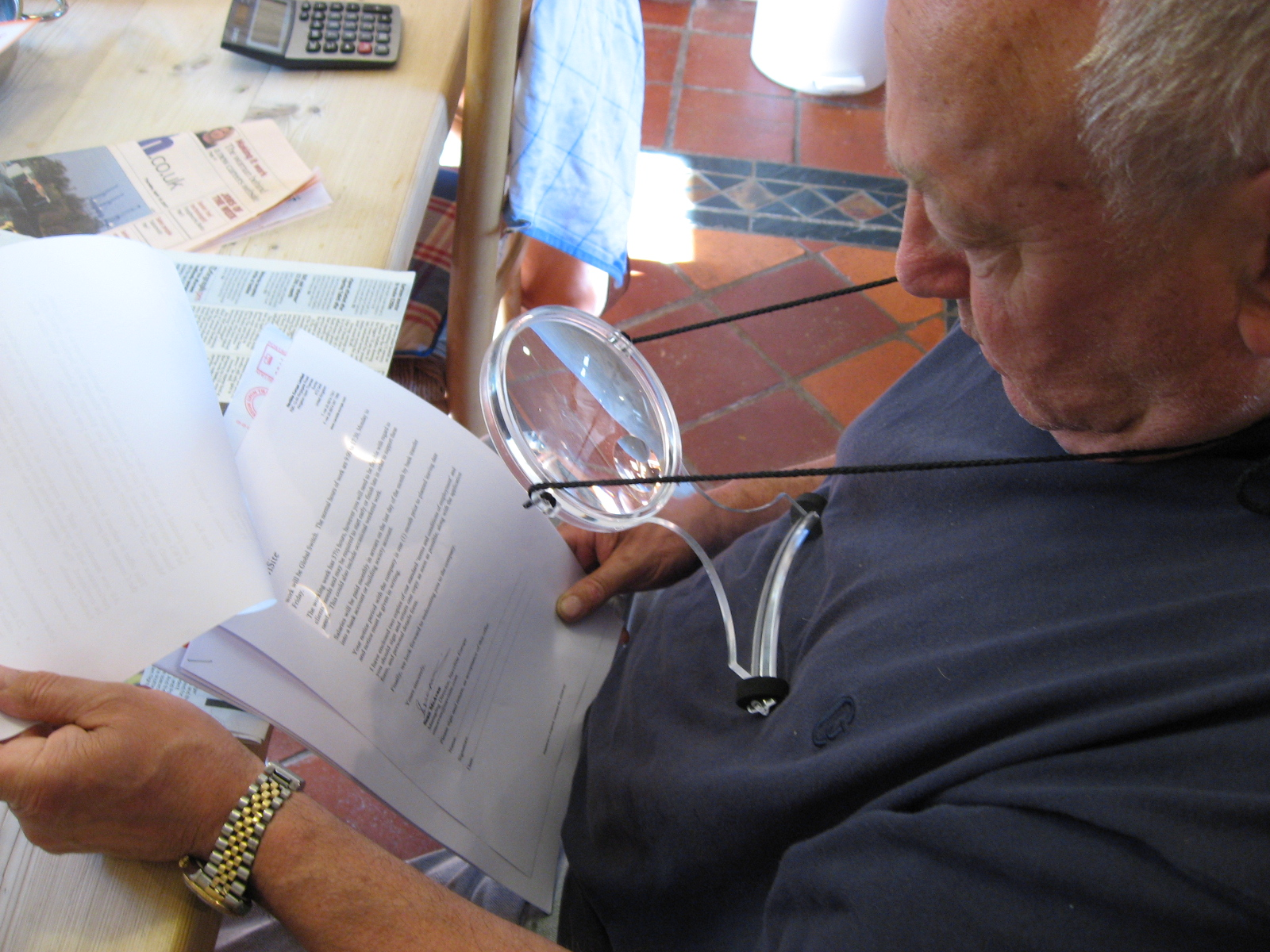
Loupe de lecture laissant les mains libres.

Télévisionneuse en circuit fermé (TVCF)
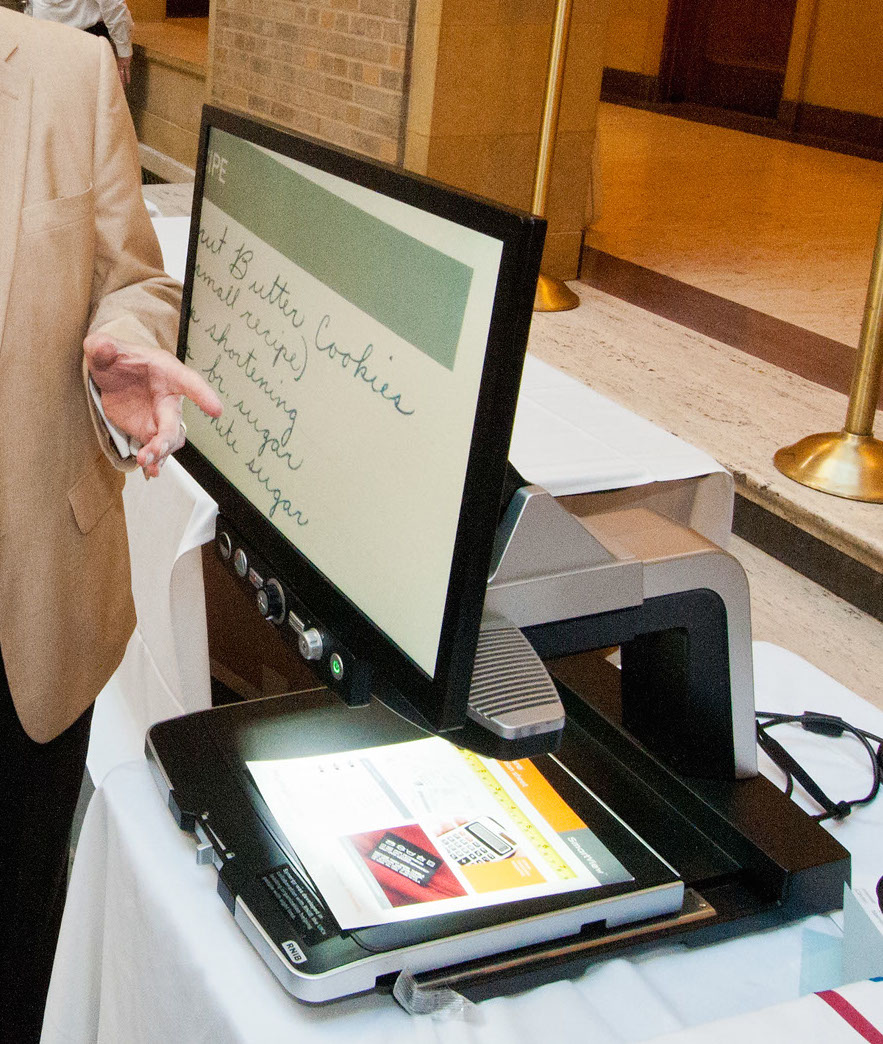
TVCF de grande taille.
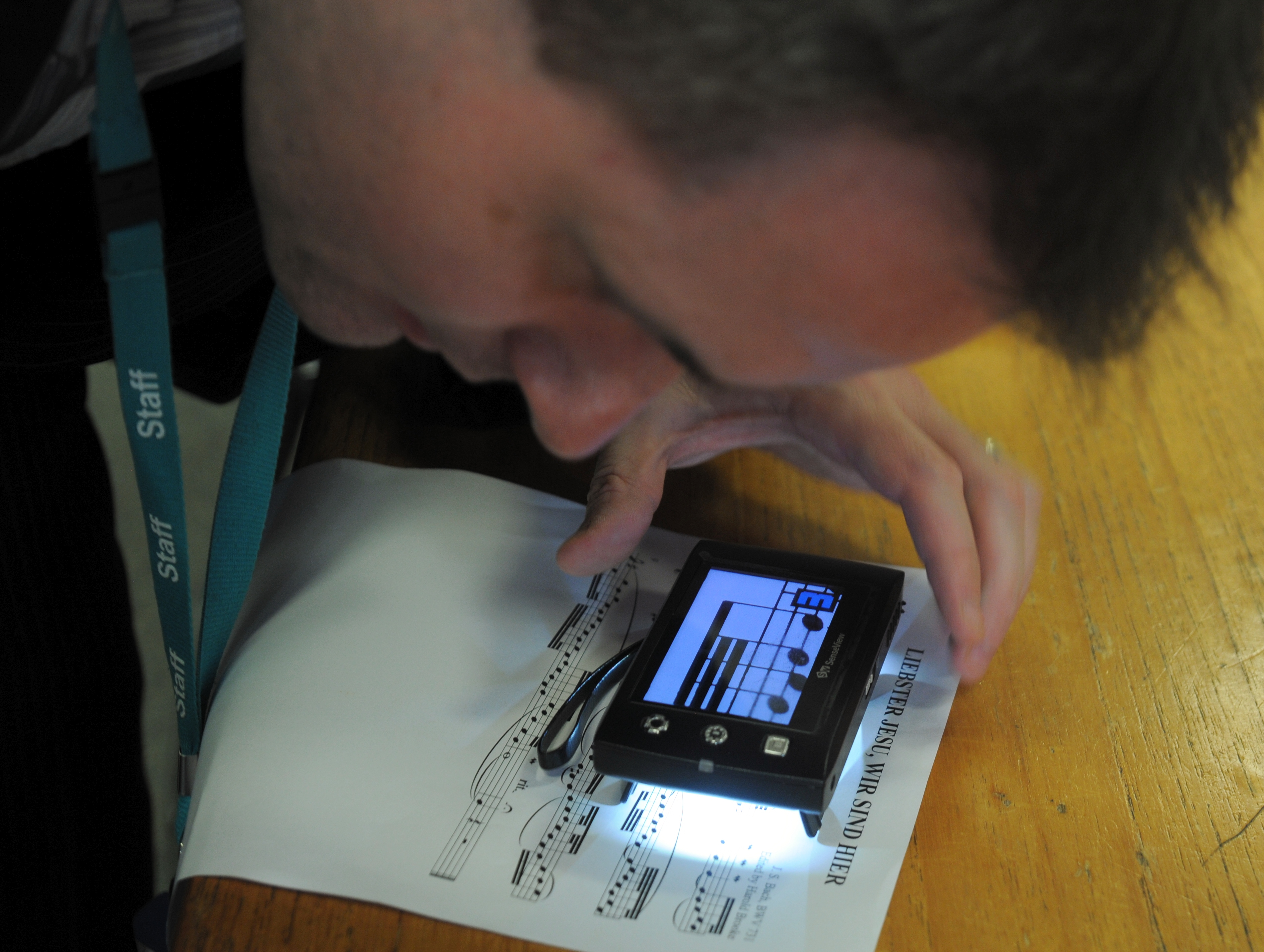
Petit TVCF portable.
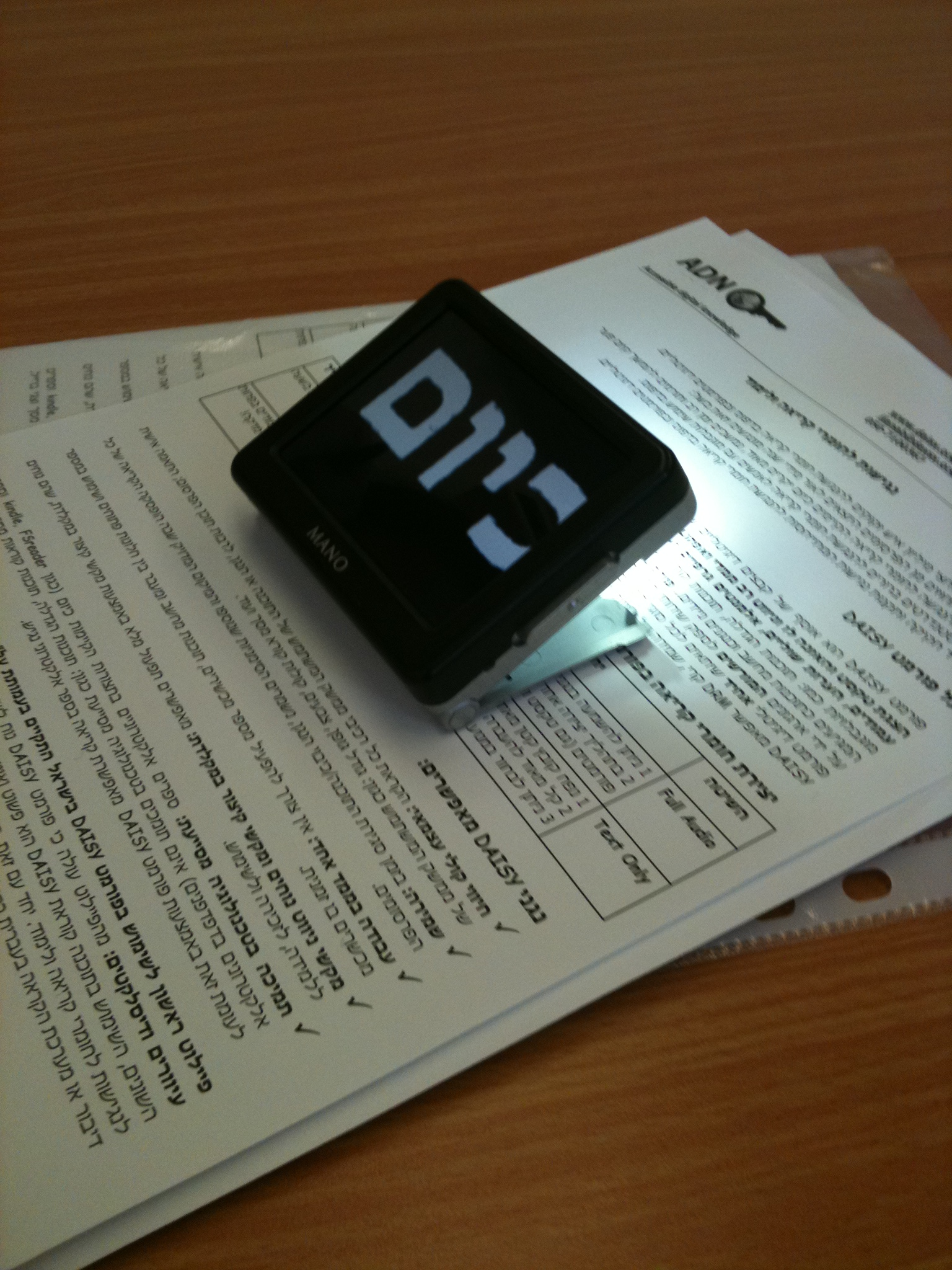
TVCF portable avec écran incliné.

Cannes
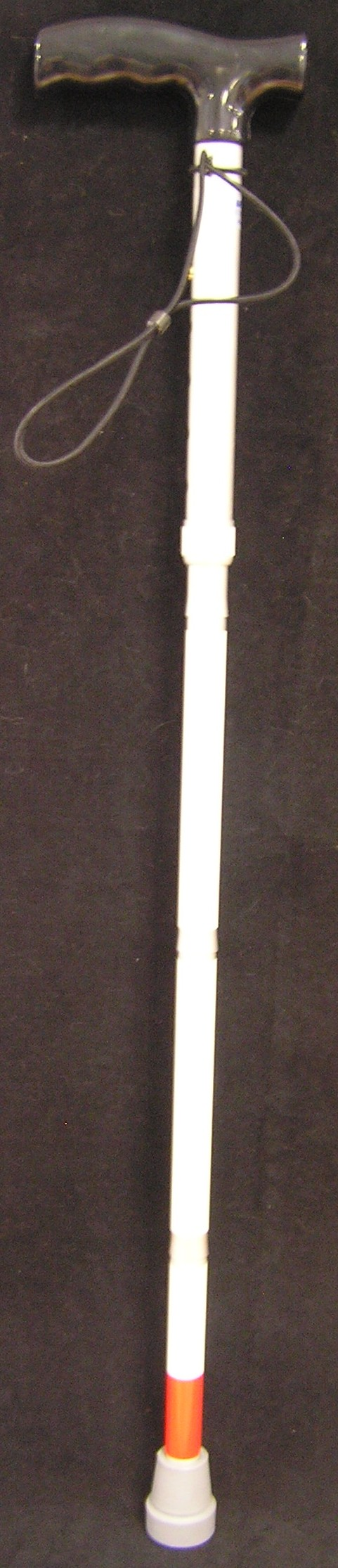
Canne de soutien à la marche et d'identification, peu utile pour identifier la nature du terrain.
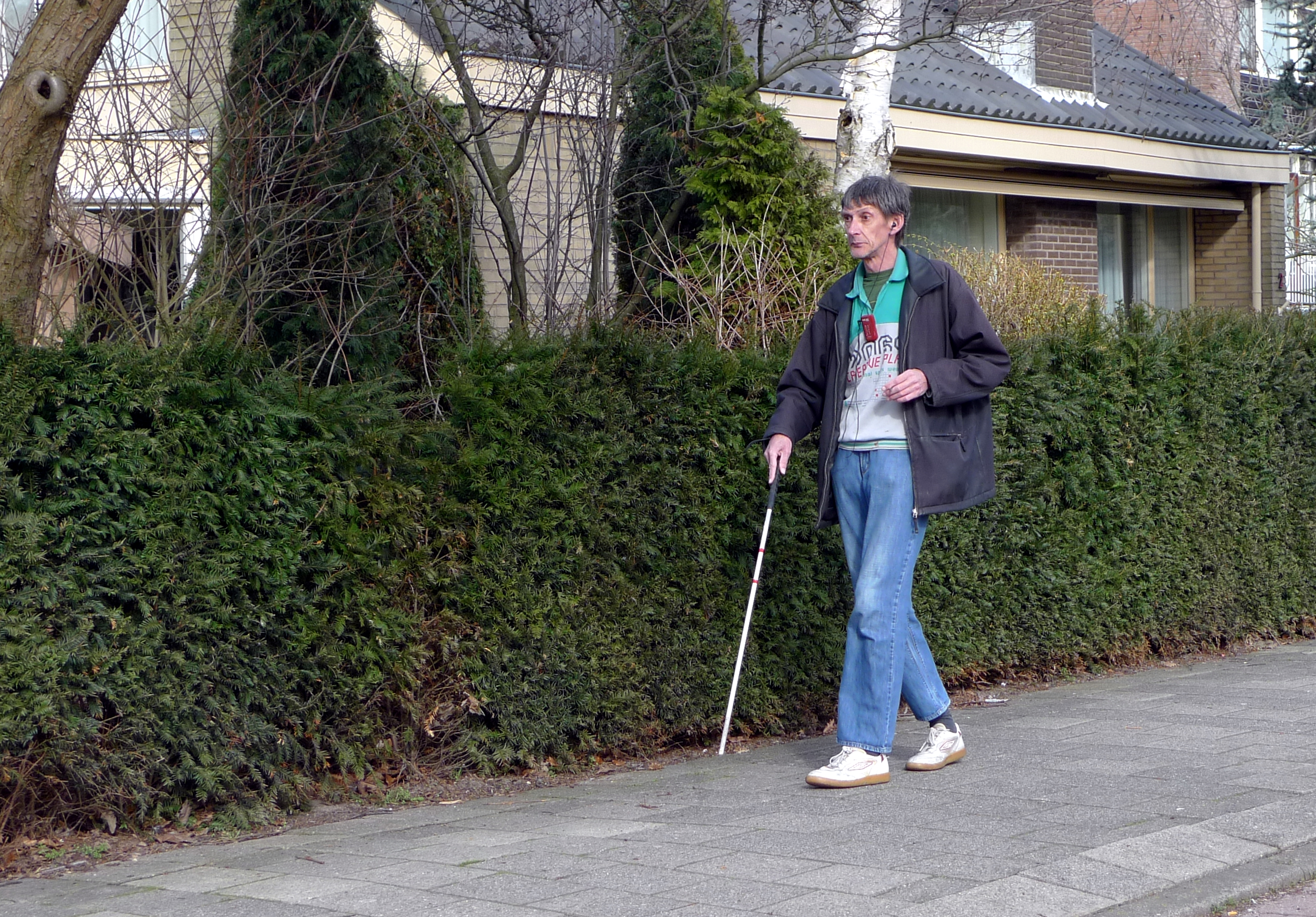
Canne de signalement, utilisée pour avertir les passants de la malvoyance, d'une aide limitée pour la mobilité.
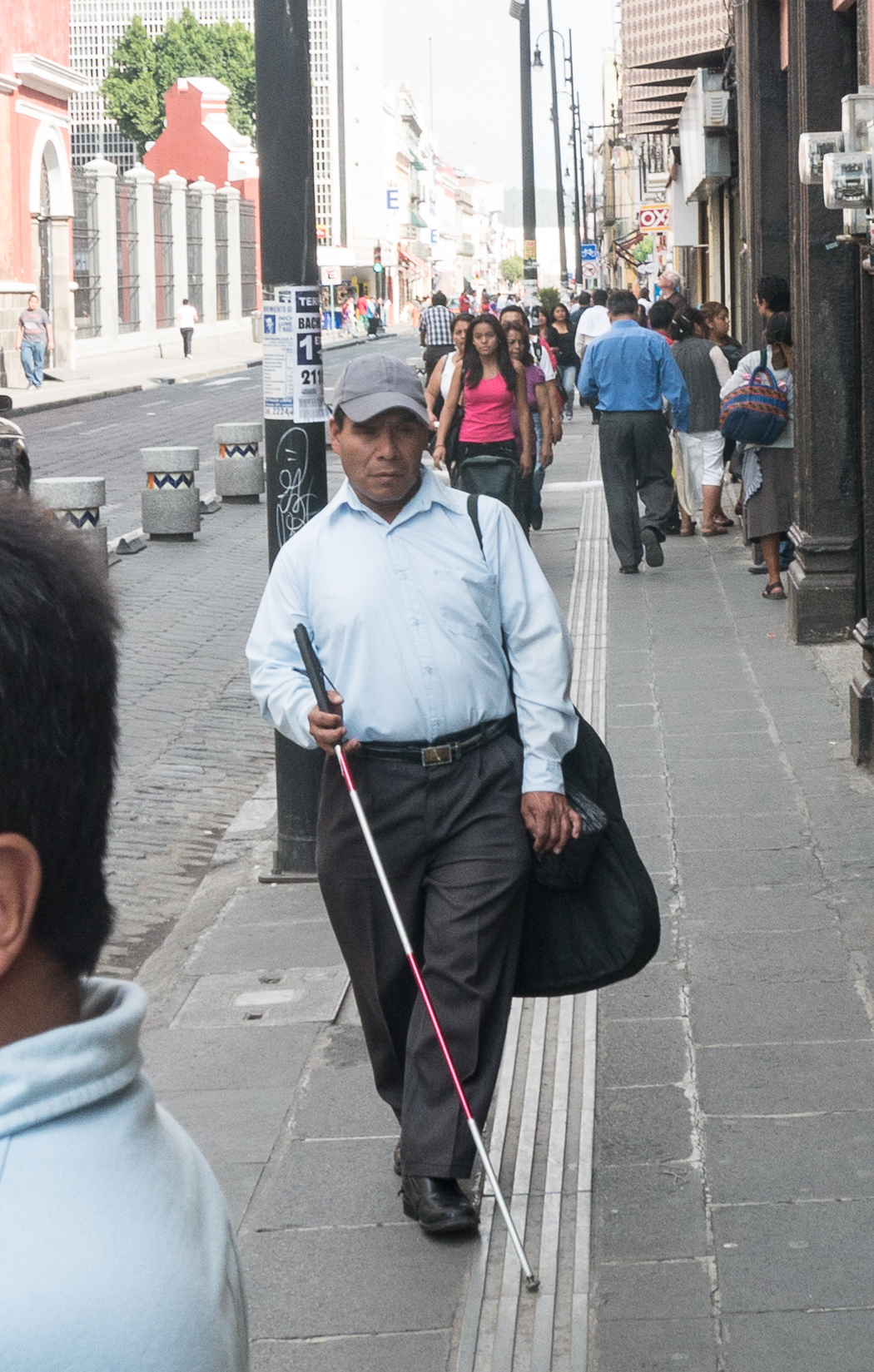
Canne longue, servant à identifier les obstacles et la nature du terrain, ainsi qu'à signaler que la personne est aveugle.
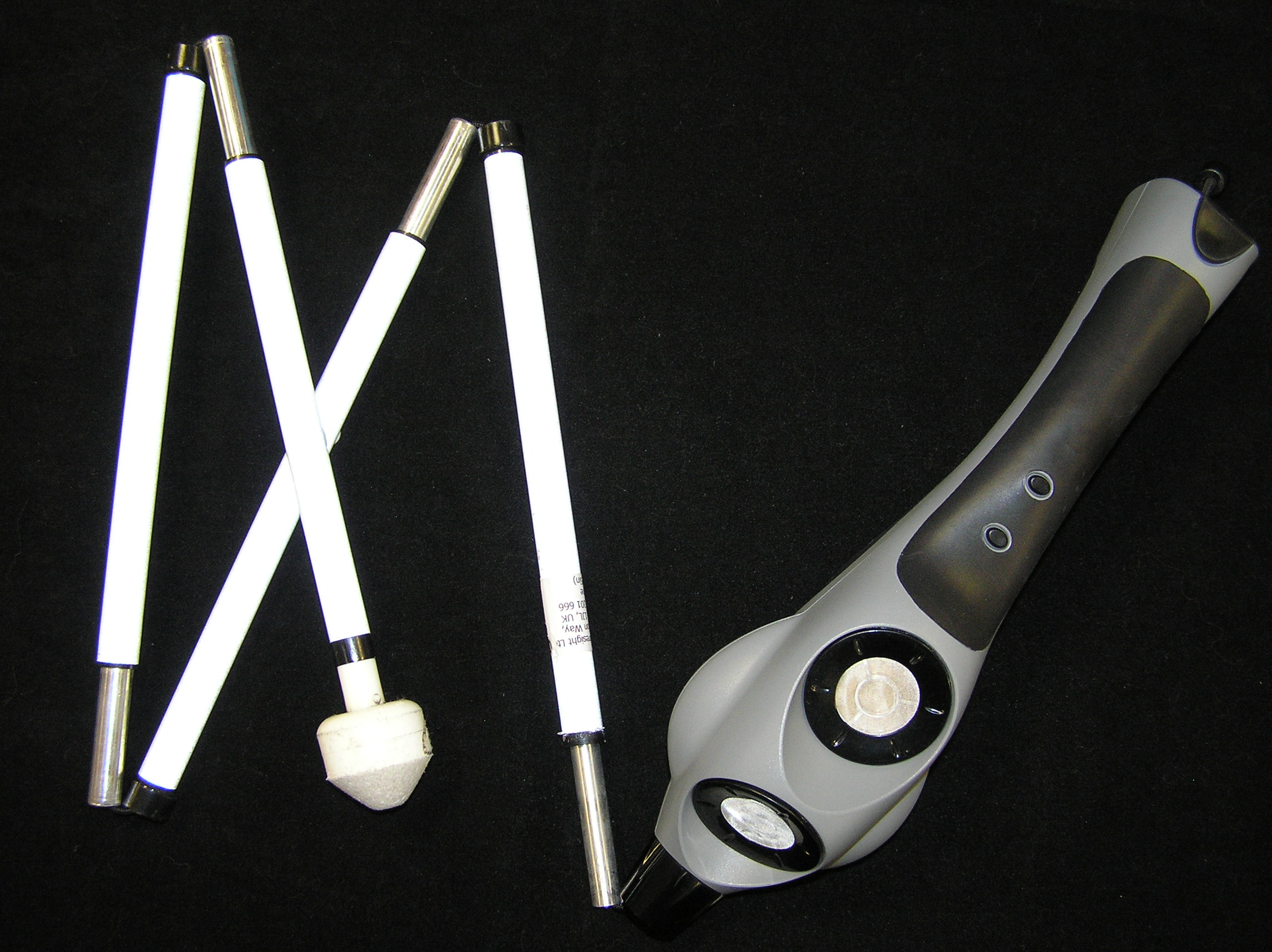
UltraCane, une canne longue avec un retour senstif au niveau du manche, donnant des informations sur la nature du terrain.
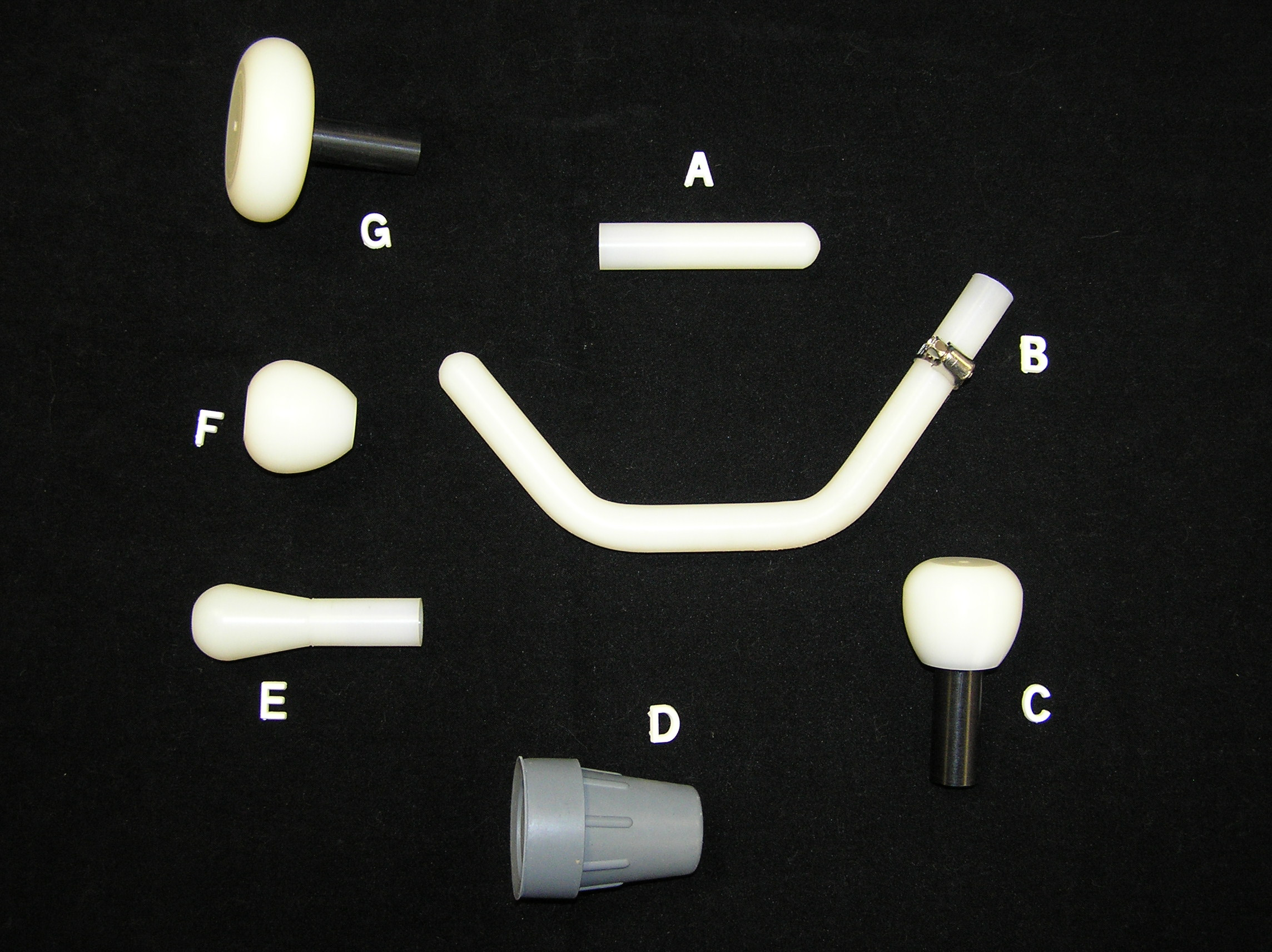
Différents embouts de cannes

Chien guide d'aveugle
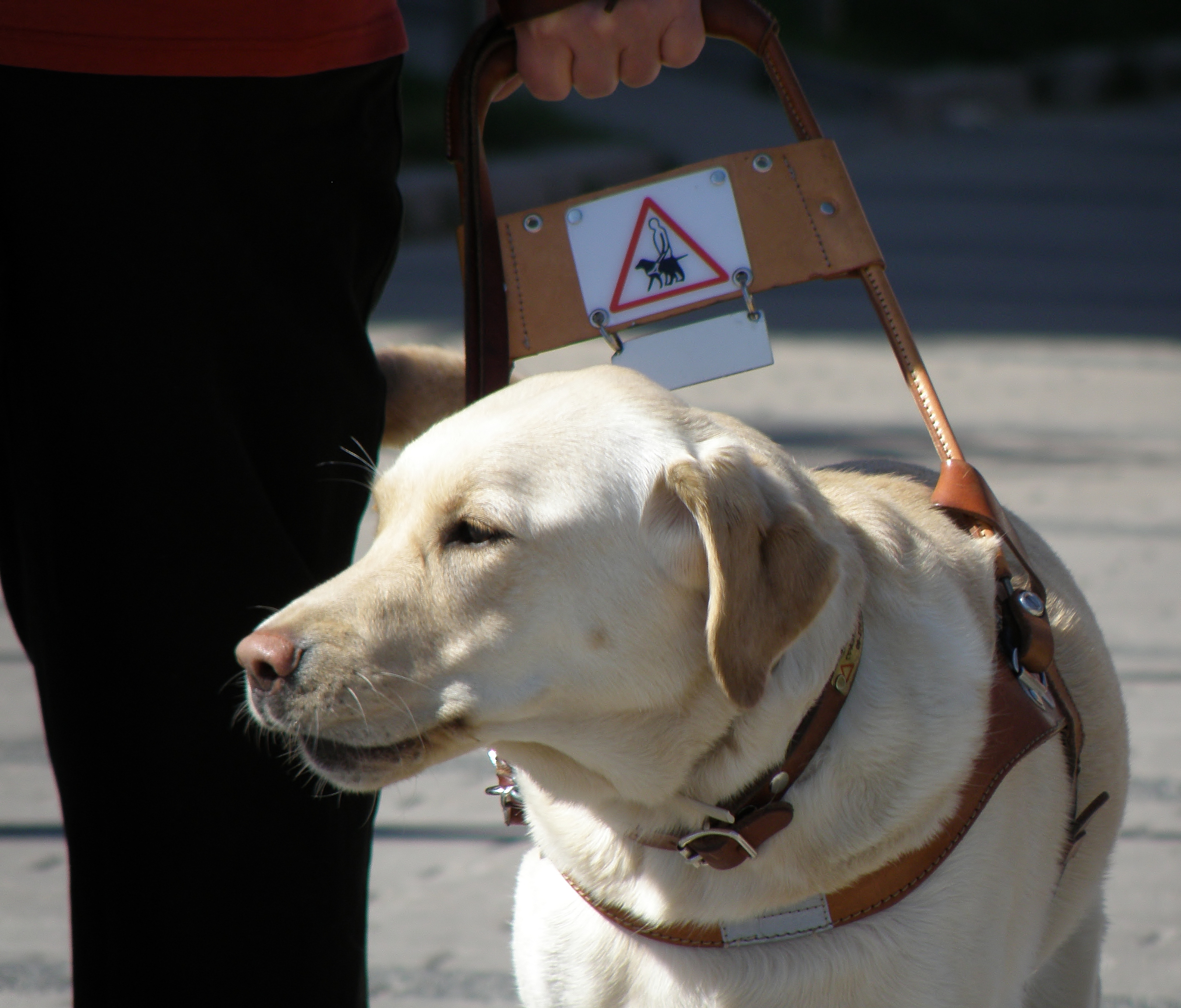
La laisse rigide attachée au chien guide d'aveugle fournit des informations sensorielles détaillées sur les changements de direction et de hauteur de terrain.

Braille
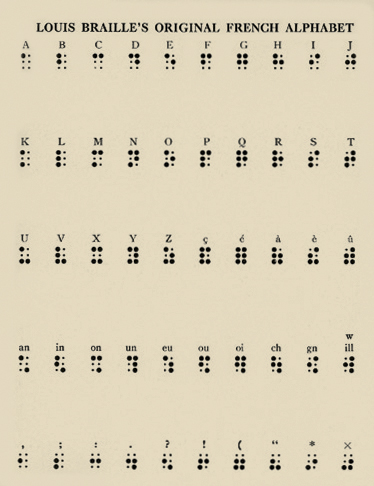
Alphabet braille français tel que conçu par Louis Braille en 1824.
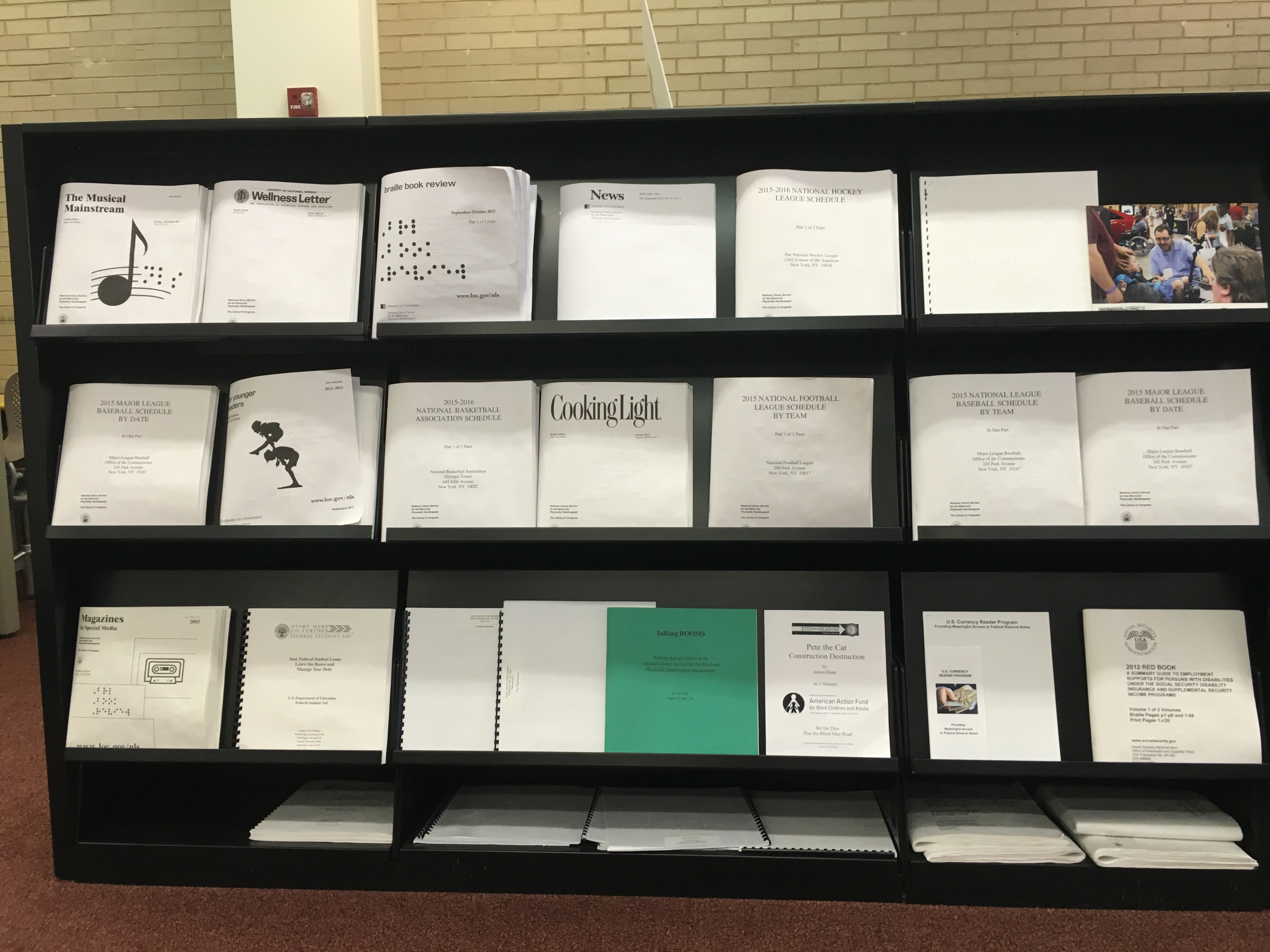
Magazines en braille.

Livres audios
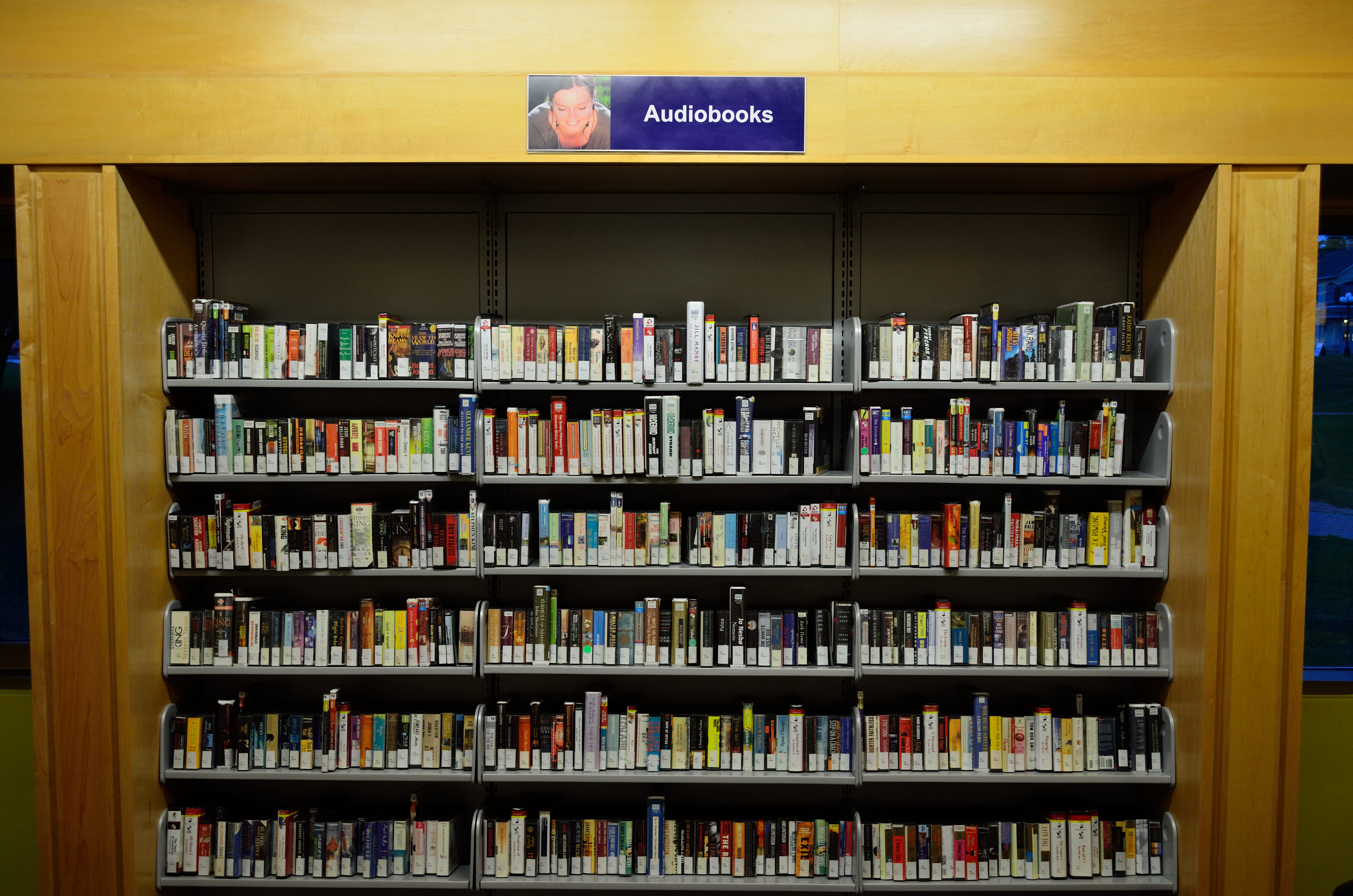
Livres audios dans une bibliothèque.